# Gargantuavis
Gargantuavis es un género extinto de ave primitiva avialana con una única especie descrita, Gargantuavis philoinos. G. philoinos vivió a finales del período Cretácico en lo que ahora es el sur de Europa. Sus primeros fósiles fueron descubiertos en la Formación Marnes Rouges Inferieures, la cual ha sido datada en aproximadamente 71 millones de años de antigüedad. Siendo un avialano de gran tamaño, Gargantuavis no volaba, ocupando un nicho ecológico semejante al de las actuales aves ratites o los terópodos más primitivos. Es posible que algunos de los huevos fósiles hallados en la región y usualmente atribuidos a dinosaurios no avianos, en realidad pertenezcan a esta ave.

## Descubrimiento

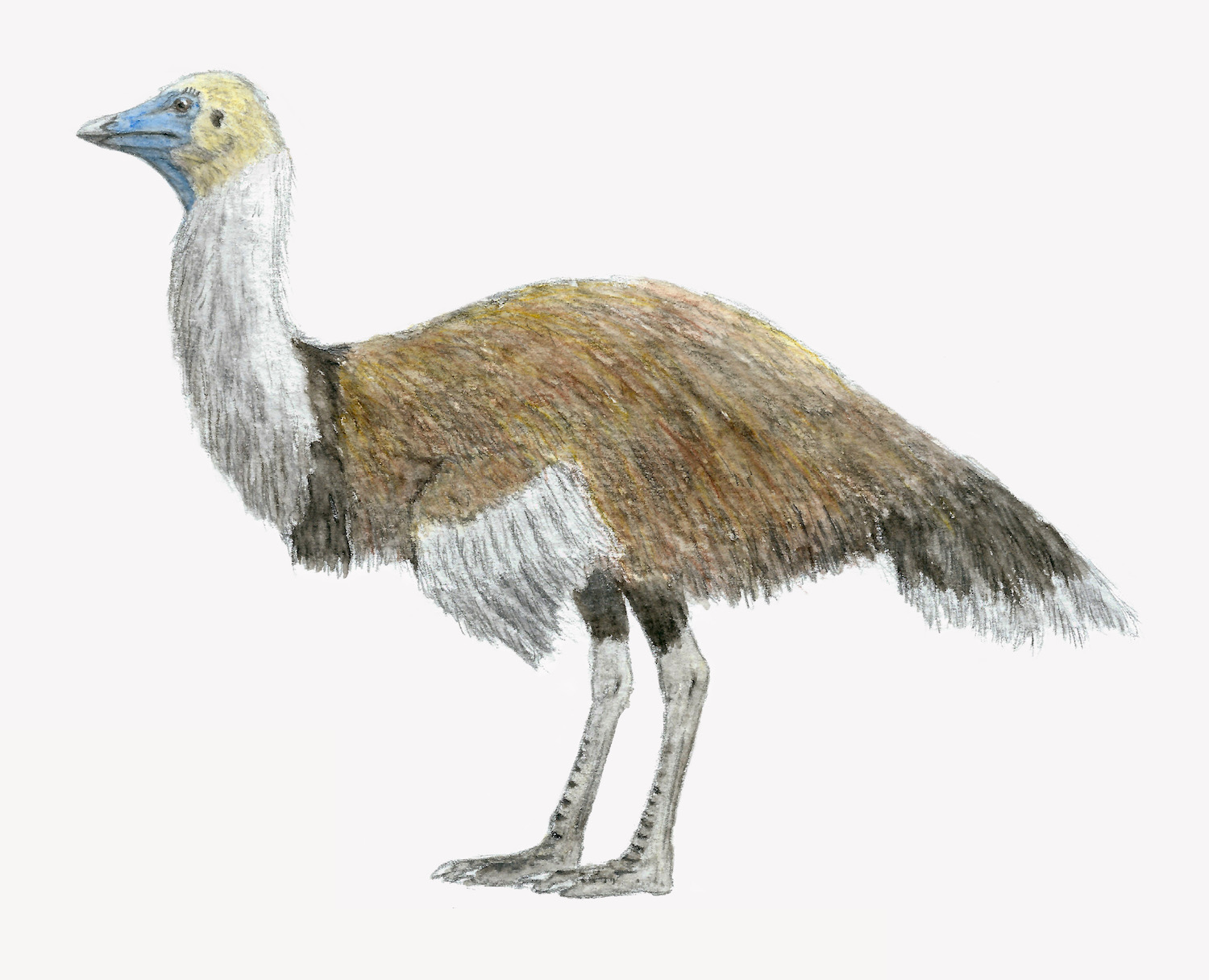
Recreación especulativa de Gargantuavis philoinos

El primer fósil de Gargantuavis fue hallado en 1995 en Var, Francia. Este primer espécimen, un conjunto parcial de vértebras pélvicas (el sinsacro), fue descubierto en el pueblo de Fox-Amphoux durante la construcción de una cava. Varios otros especímenes fueron hallados posteriormente hacia el oeste, en los pueblos de Villespassans, Cruzy y Campagne-sur-Aude, proporcionando suficiente material fósil para describir y nombrar la especie en 1998. El nombre del género se refiere a Gargantúa, el gigante protagonista de la novela francesa del siglo XVI Gargantúa y Pantagruel de François Rabelais, y la palabra en latín avis ("ave"). El nombre de la especie, G. philoinos que significa "amante del vino", fue escogido porque varios de estos primeros huesos de Gargantuavis se hallaron cerca de viñedos y bodegas.
En total se conocen especímenes de Gargantuavis de seis localidades europeas, la mayoría siendo del sur de Francia:
- Bastide-Neuve, cerca de Fox-Amphoux (Var), es la localidad de origen del espécimen original en 1995, posteriormente dos fragmentos pélvicos (BN 758 y BN 763) fueron descritos en 2015, y un posible fragmento de costillas asociado a BN 763.[2]
- La localidad de Bellevue, cerca de Campagne-sur-Aude (Aude), produjo otro fragmento parcial de pelvis (MDE C3-525), determinado como parte del holotipo en la descripción del género de 1998.[1] Este sitio se ha datado del Maastrichtiense temprano alrededor de hace 71.5 millones de años.[3]
- En Combebelle, cerca de Villespassans (Hérault), se encontró un gran fémur sin un fragmento distal (MDE A-08), referido al género en la descripción original del mismo.[1]
- En Montplo-Nord, un yacimiento fósil cerca de Cruzy (Hérault), se encontró una vértebra aislada (MC-MN 478) asignada al género en 2013.[4] Un fragmento del sinsacro (MC-MN 1165) y un ilion izquierdo incompleto (MC-MN 431), ambos descritos en 2016, también vienen de esta área.[5] Un año después se describió un fémur completo de 23 cm, que debía pertenecer a un individuo de unos 50 kg.[6]
- En una cantera cerca del pueblo español de Laño (Condado de Treviño), se encontró otro sinsacro parcial (MCNA 2538) descrito en 2017, siendo el primer espécimen conocido por fuera de Francia.[7] Este sitio se ha datado del Campaniense, hace alrededor de unos 72 o 73.5 millones de años.[8]
- Finalmente, de la Formación Sânpetru de Rumania, en la antigua Isla de Hațeg se encontró una pelvis en 2019. Su descubrimiento reta las ideas del endemismo de la fauna de la Isla Ibero-Armoricana.[9]

## Descripción

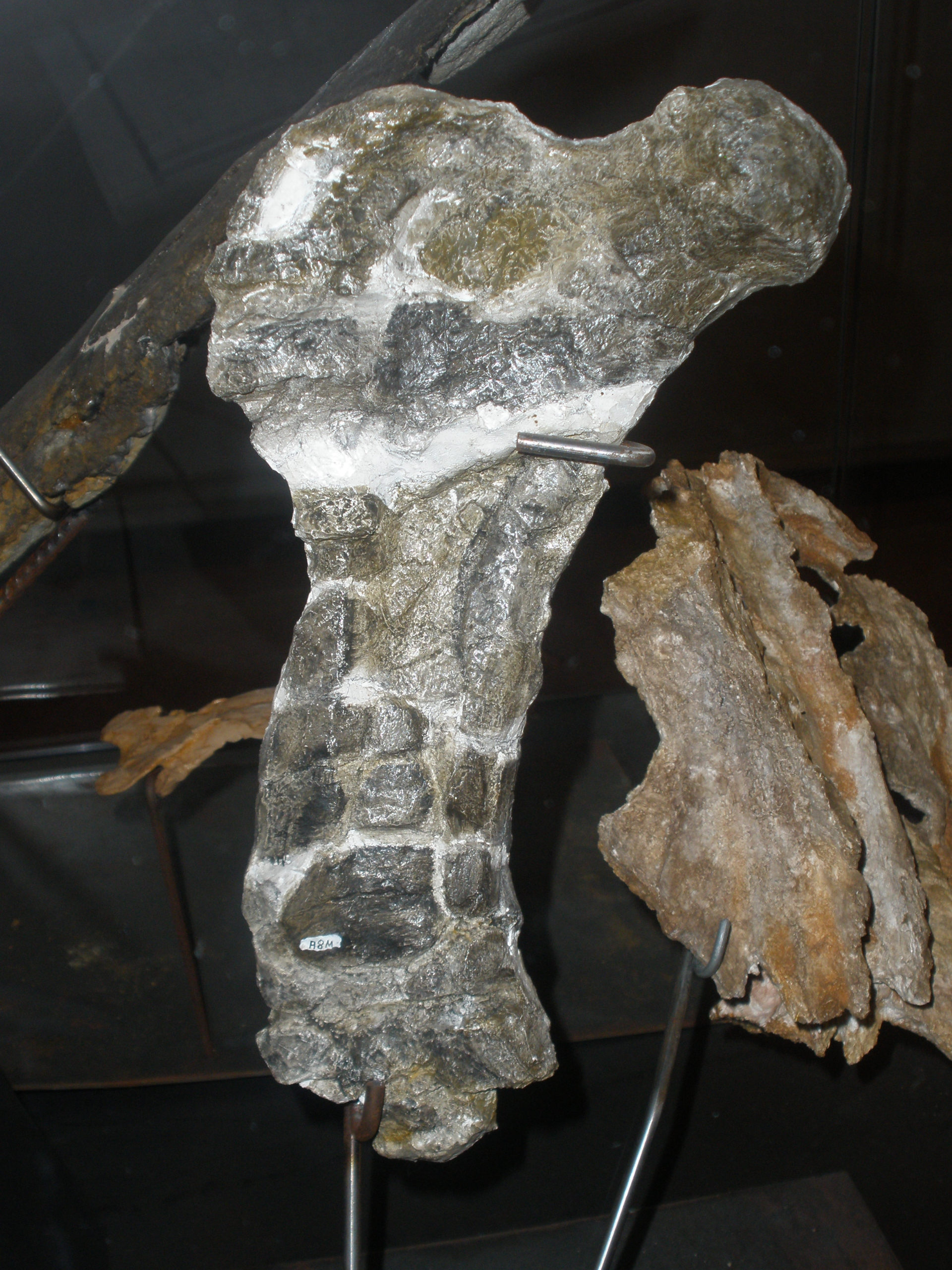
Fémur MDE A-08.

Aunque Gargantuavis es conocido a partir de unos pocos huesos aislados, al estudiar sus detalles se ha podido inferir alguna información sobre su apariencia en vida y su ecología. Lo que se sabe de Gargantuavis proviene de varios especímenes que representan unas cuantas partes limitadas del esqueleto: el sinsacro (las vértebras fusionadas sobre la cadera), los iliones (huesos de la cadera), y al menos un fémur parcial (el hueso del muslo), el cual fue referido a esta especie basándose en el hecho de que parece encajar bien con la cadera. Una vértebra del cuello también ha sido referida a Gargantuavis.
Aparte de su gran tamaño, el rasgo más inusual de Gargantuavis era su pelvis. Se reportó originalmente que la pelvis de Gargantuavis era extremadamente ancha, como la de las moas, sin embargo un espécimen mejor preservado descrito en 2015 mostró que esta interpretación se debía al aplastamiento del fósil original. Las caderas de Gargantuavis, aunque eran anchas, tenían proporciones más similares a las de la mayoría de las aves de lo que se pensó inicialmente. Además de su anchura, la cual evitaba que los iliones se encontraran en el frente de la pelvis, el acetábulo o articulación de la cadera de Gargantuavis se situaba cerca del frente, en lugar de situarse hacia el medio de la pelvis.

## Ecología
Durante el Cretácico Superior, Europa era un archipiélago, el sur de Francia y el noroeste español conformaban la isla Ibero-Armoricana en el mar de Tetis. De estas y otras formaciones rocosas similares de las que se conoce Gargantuavis, también encontramos restos de peces, tortugas, crocodilomorfos, pterosaurios, varios titanosaurios (incluyendo a Ampelosaurus y Lirainosaurus), anquilosaurios, ornitópodos y terópodos, incluyendo avialanos tempranos del grupo de las enantiornitas. La abundante presencia de fósiles del ornitópodo Rhabdodon, junto a la ausencia de hadrosaurios se han empleado como fósiles guía para datar estas formaciones del intervalo Campaniense tardío-Maastrichtiense temprano, determinadas de manera más concreta mediante análisis magnetoestratográficos en las localidades de Bellevue y Laño.
Ya que no se conoce material craneal de Gargantuavis, su dieta permanece indeterminada. Al contrario que con gran parte de las gigantescas aves terrestres del Cenozoico que evolucionaron en ausencia de grandes depredadores, Gargantuavis cohabitaba con abelisaurios y dromeosáuridos, creando un mayor misterio sobre los hábitos y roles de la criatura. Pese a que se han llevado a cabo numerosas expediciones desde su descubrimiento, la mayoría de yacimientos solo han producido especímenes únicos y fragmentarios. Pese a la escasez de fósiles, la presencia de Gargantuavis desde el sureste francés al noroeste español sugiere que el animal poseía un amplio rango geográfico en la isla Ibero-Armoricana. Es probable que habitase ambientes poco propicios para la fosilización, como ríos y llanuras aluviales, que representan la mayoría de yacimientos fósiles de la isla.
La histología de los materiales conocidos muestran que Gargantuavis crecía rápidamente hasta llegar un periodo de crecimiento ralentizado, de al menos 10 años antes de alcanzar la madurez sexual; un patrón parecido se conoce en las moas extintas y el kiwi, otras aves de islas. El titanosaurio Ampelosaurus, encontrado junto a Gargantuavis en Bellevue, presenta una reducción en la velocidad de su crecimiento, posiblemente ligados a presiones ambientales como escasez periódica de alimentos. Análisis de los sedimentos indican que se trataba de un ambiente semiárido y un clima con gran variación estacional.

## Clasificación
La posición sistemática de Gargantuavis respecto al resto de aves es incierta por la naturaleza fragmentaria de los fósiles. En 2009 un grupo de investigadores sugirió que se pudo haber tratado de un pterosaurio gigantesco, cuando esta idea fue puesta a prueba al estudiar la forma y la estructura interna de los huesos, su identidad como avialano prevaleció. La forma de su fémur sugiere que Gargantuavis no se trataba de un miembro gigantesco de los enantiornitas, un grupo de aves arcaicas; sino que pertenecía a un linaje más derivado, también apoyado por la cantidad de vértebras presentes en el sinsacro y la más avanzada condición heterocélica (con articulación en forma de silla de montar) de la única vértebra cervical conocida. Durante esta primera época se pensó que podría ser un pariente cercano de Patagopteryx, pero con el análisis del fémur posicionó a Gargantuavis como miembro de Ornithuromorpha, como un pariente de las aves modernas y miembro único de la familia Gargantuaviidae.
La pelvis descubierta en lo que fue la isla de Hațeg muestra un proceso supratrocántico en el fémur, la ausencia de un cuerpo de glucógeno y la falta de fusión de los huesos pélvicos respecto a la cavidad de la cadera indican que no estaba relacionado estrechamente con Ornithurae, que tal vez ni era miembro de Ornithothoraces, el grupo que incluye las aves modernas y sus parientes más ancestrales. Los terópodos avianos contemporáneos de Hațeg, Elopteryx y Balaur presentan algún parentesco con Gargantuavis, lo que puede indicar la existencia de un clado de animales nativos al archipiélago europeo del Cretácico Superior, aunque sus afinidades son algo ambiguas.